# Beatriz de Meneses, 2.ª condessa de Vila Real
Dona Beatriz de Meneses, 2.ª condessa de Vila Real (1400 – ?) foi uma nobre portuguesa. Era filha do primeiro casamento de Pedro de Meneses, 1.º Conde de Vila Real, com Margarida de Miranda.
Casou-se com Fernando de Noronha, neto por bastardia de Henrique II de Castela e de Fernando I de Portugal, 2.º Conde de Vila Real por casamento, de quem teve dois filhos:
- Pedro de Meneses, 3.º conde de Vila Real, de quem descende a Casa de Vila Real;
- João de Noronha, senhor de Sortelha, de quem descendem os Condes de Monsanto/Marqueses de Cascais.